# Peter Gunby
Peter Gunby (Leeds, 20 novembre 1934 – 26 marzo 2022) è stato un allenatore di calcio e calciatore inglese, di ruolo centrocampista.

## Carriera

### Giocatore
Ha avuto una breve carriera professionistica con Leeds Utd (con cui non ha in realtà mai giocato partite ufficiali pur trascorrendo una stagione in rosa) e Bradford City, con cui ha disputato 3 partite nella terza divisione inglese nel corso della stagione 1956-1957. In seguito ha inoltre giocato a livello semiprofessionistico nell'Harrogate Town.

### Allenatore
Nel corso degli anni '70 ha allenato l'Harrogate Town, con cui nella stagione 1972-1973 ha vinto una West Riding County Challenge Cup; ha poi lavorato come vice per molti anni prima all'Huddersfield Town e poi al Leeds Utd.
Con quest'ultimo club ha anche avuto due parentesi alla guida della prima squadra nel corso degli anni '80: in particolare, nel corso della stagione 1985-1986, disputata nella seconda divisione inglese, è subentrato all'esonerato Eddie Gray per 4 partite, 2 di campionato (una vittoria ed un pareggio) e 2 di Full Members Cup (un pareggio ed una sconfitta), mentre nella stagione 1988-1989 è subentrato a Billy Bremner (che a sua volta era arrivato in squadra al suo posto e di cui era stato vice per un triennio) ed è rimasto alla guida del club per complessive 3 partite, tutte nel campionato di seconda divisione e tutte terminate con delle sconfitte. Rimane poi per diversi altri anni vice allenatore del Leeds United, fino al ritiro.

## Statistiche

### Presenze e reti nei club
| Stagione        | Squadra         | Campionato      | Campionato | Campionato | Coppe nazionali | Coppe nazionali | Coppe nazionali | Coppe continentali | Coppe continentali | Coppe continentali | Altre coppe | Altre coppe | Altre coppe | Totale | Totale |
| Stagione        | Squadra         | Comp            | Pres       | Reti       | Comp            | Pres            | Reti            | Comp               | Pres               | Reti               | Comp        | Pres        | Reti        | Pres   | Reti   |
| --------------- | --------------- | --------------- | ---------- | ---------- | --------------- | --------------- | --------------- | ------------------ | ------------------ | ------------------ | ----------- | ----------- | ----------- | ------ | ------ |
| 1955-1956       | Leeds Utd       | FD              | 0          | 0          | FA Cup          | 0               | 0               | -                  | -                  | -                  | -           | -           | -           | 0      | 0      |
| 1956-1957       | Bradford City   | TD              | 3          | 0          | FA Cup          | 0               | 0               | -                  | -                  | -                  | -           | -           | -           | 3      | 0      |
| Totale carriera | Totale carriera | Totale carriera | 3          | 0          |                 | 0               | 0               |                    | -                  | -                  |             | -           | -           | 3      | 0      |

## Palmarès

### Allenatore

#### Competizioni regionali
- West Riding County Challenge Cup: 1

Harrogate Town: 1972-1973